# Тальмессинг
Тальмессинг (нем. Thalmässing) — община в Германии, в земле Бавария. 
Подчиняется административному округу Средняя Франкония. Входит в состав района Рот.  Население составляет 5200 человек (на 31 декабря 2010 года). Занимает площадь 80,57 км².
Община подразделяется на 27 сельских округов.

## Население
По оценке на 31 декабря 2015 года население общины Тальмессинг составляет 5151 чел. 

| Дата      | 1840 | 1871 | 1900 | 1925 | 1939 | 1950 | 1961 | 1970 | 1987 | 2011 |
| --------- | ---- | ---- | ---- | ---- | ---- | ---- | ---- | ---- | ---- | ---- |
| Население | 4842 | 4643 | 4692 | 4638 | 4296 | 6596 | 5354 | 5225 | 5010 | 5226 |

| Год       | 1960 | 1970 | 1980 | 1990 | 2000 | 2009 | 2010 | 2011 | 2012 | 2013 | 2014 | 2015 |
| --------- | ---- | ---- | ---- | ---- | ---- | ---- | ---- | ---- | ---- | ---- | ---- | ---- |
| Население | 5285 | 5242 | 4969 | 5241 | 5382 | 5213 | 5200 | 5177 | 5155 | 5172 | 5190 | 5151 |